# Брикан
Брикан (фр. Brucamps) насеље је и општина у североисточној Француској у региону Пикардија, у департману Сома која припада префектури Абевил.
По подацима из 2011. године у општини је живело 142 становника, а густина насељености је износила 22,29 становника/km². Општина се простире на површини од 6,37 km². Налази се на средњој надморској висини од 47 метара (максималној 115 m, а минималној 54 m).

## Демографија
| 1962. | 1968. | 1975. | 1982. | 1990. | 1999. | 2011. |
| ----- | ----- | ----- | ----- | ----- | ----- | ----- |
| 157   | 159   | 133   | 124   | 121   | 109   | 142   |

График промене броја становника у току последњих година